# 대한민국-코스타리카 관계
대한민국-코스타리카 관계(스페인어: Las relaciones Corea del Sur-Costa Rica)는 대한민국과 코스타리카의 양자 관계이다. 양국은 1962년에 수교하였으며, 한국은 코스타리카 수도 산호세에 주코스타리카 대한민국 대사관을, 코스타리카는 대한민국의 수도 서울에 주한 코스타리카 대사관을 설치하고 운영 중이다. 한중미 FTA로 인해서 양국의 무역 교류가 이뤄지고 있고, 이와 함께 두 국가는 산림, 과학기술, 전자정부 분야에서 협력하고 있다.

## 같이 보기
- 대한민국의 대외 관계
- 코스타리카의 대외 관계